# 180 nanômetros
O processo de 180 nm refere-se ao nível de tecnologia do processo de fabricação de semicondutores MOSFET que foi comercializado por volta do período de 1998 a 2000 pelas principais empresas de semicondutores, começando com TSMC e Fujitsu.